# Ford Galaxie
Не путать с Ford Galaxy
Ford Galaxie — американский полноразмерный автомобиль, выпускавшиеся подразделением Ford корпорации Ford Motor Company с 1959 по 1974 год.
В модельном ряду этот автомобиль занимал различное положение. В 1959 году это была комплектация модели Ford Fairlane. В 1960 году Galaxie выделили в самостоятельную линию полноразмерных «Фордов», и до 1965 года это была самая дорогая и хорошо укомплектованная модель Ford. В 1965 была представлена комплектация Galaxie LTD, занявшее положение наверху модельного ряда легковых «Фордов», а сам Galaxie оказался на ступеньку ниже.

## 1959

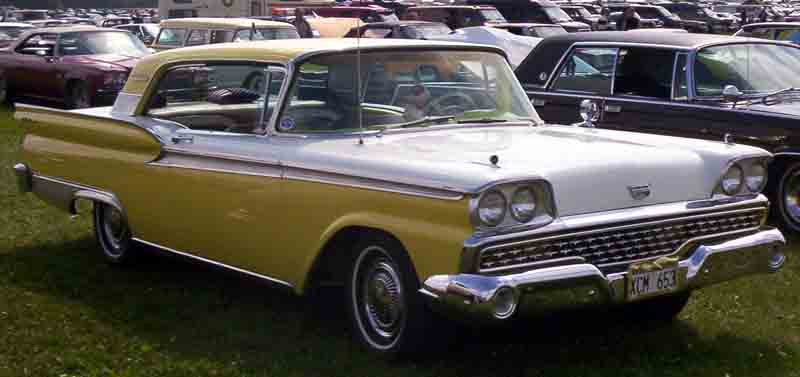
Ford Galaxie 1959 года, двухдверный хардтоп

Имя «Galaxie» появилось среди обозначений автомобилей компании «Форд» в 1959 модельном году. Это была линейка из шести типов кузова (2- и 4-дверные седаны, 2- и 4-дверные хардтопы, кабриолет Sunliner, хардтоп-кабриолет Skyliner со складывающимся жёстким верхом), расположенная в модельном ряду марки на одну ступеньку выше Fairlane / Fairlane 500, и на две — по сравнению с Custom / Custom 500. Автомобиль был украшен хромом и нержавеющей сталью, кузов красили в основном двумя цветами.

## 1960—1964

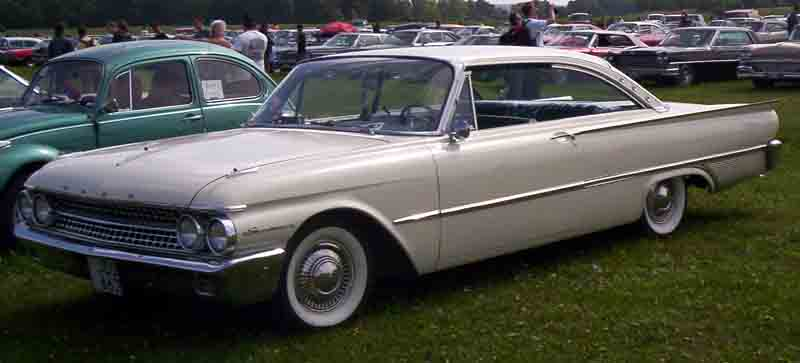
1961 Ford Galaxie 2-dr Hardtop.

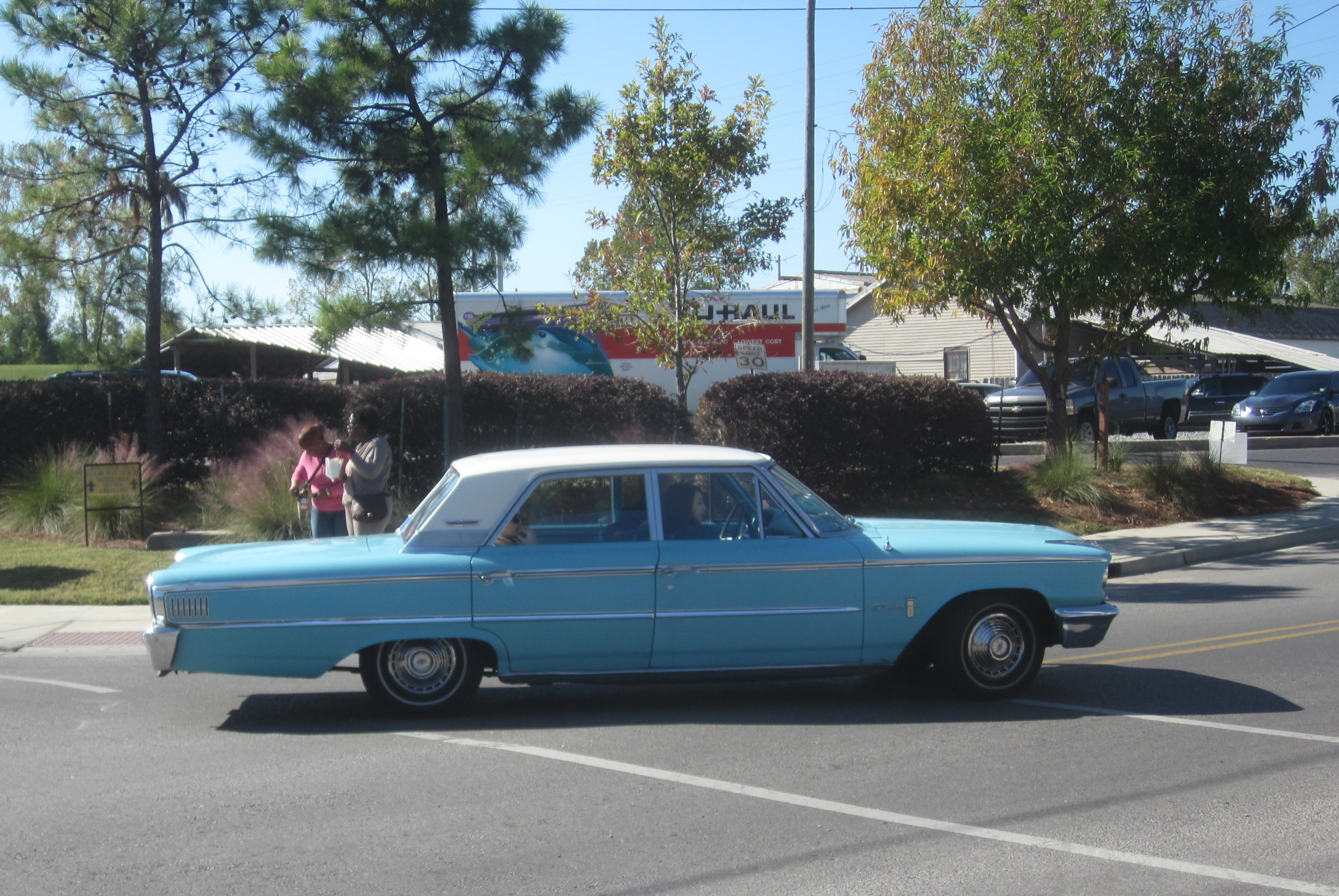
1963 Ford Galaxie 4-dr Sedan.

Шасси оставалось по сути тем же, что и в 1959 году. За это время сменилось два кузова — первый использовался в 1960—1961 модельных годах, второй — в 1962—1964, с ежегодным промежуточным рестайлингом, затрагивающим навесные панели.

## 1965—1968

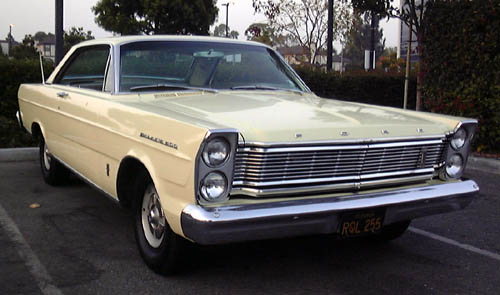
1966 Ford Galaxie 2-dr Hardtop.

К 1965 модельному году было разработано полностью новое шасси с рамой периферийного типа. Каркас кузова не менялся в течение всего производственного цикла, хотя ежегодный рестайлинг навесных панелей продолжался.
Характерной особенностью дизайна всех полноразмерных «Фордов» моделей 1965-1967 годов было использование фар головного света, спаренных по две в вертикальной плоскости. Модель 1968 года имела тот же кузов, но новый передок с горизонтальным расположением фар. В Бразилии это поколение в варианте модели 1966 года выпускалось до 1982 года с небольшими модернизациями.
Ford поставил рекорд мощности в 1965 году, когда водрузил на довольно большое купе Galaxie семилитровый двигатель 427 Cammer мощностью в 657 л.с. Кстати, безнаддувный, довольно «крутильный» и верхневальный. Правда, машин с таким мотором продали немного — ведь он планировался как основной конкурент Крайслеровскому Hemi в гоночной серии NASCAR, но в последний момент сей агрегат запретили, и Ford решил свернуть производство.

## 1969—1974

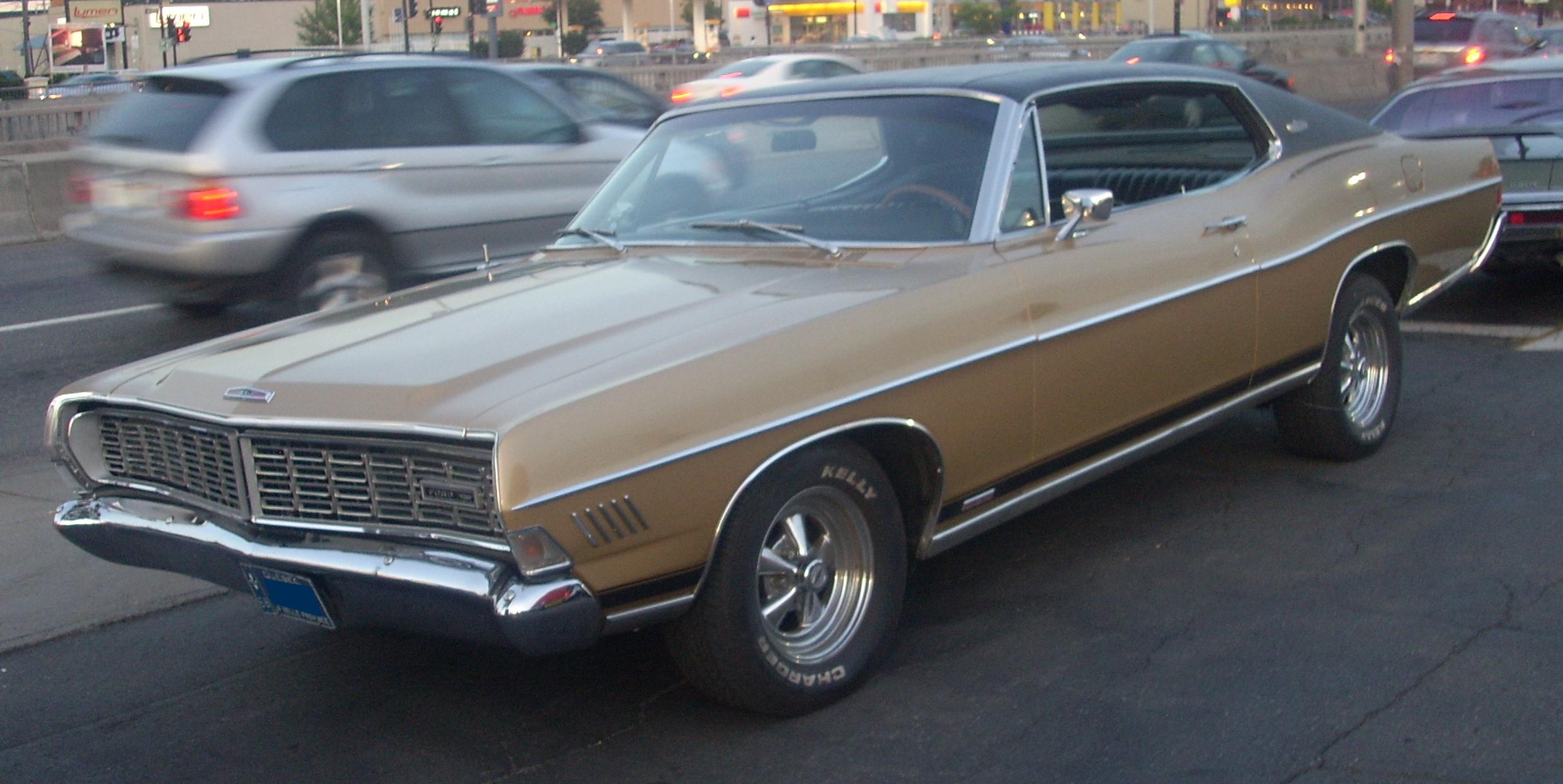
1968 Ford Galaxie XL 2-dr Hardtop.

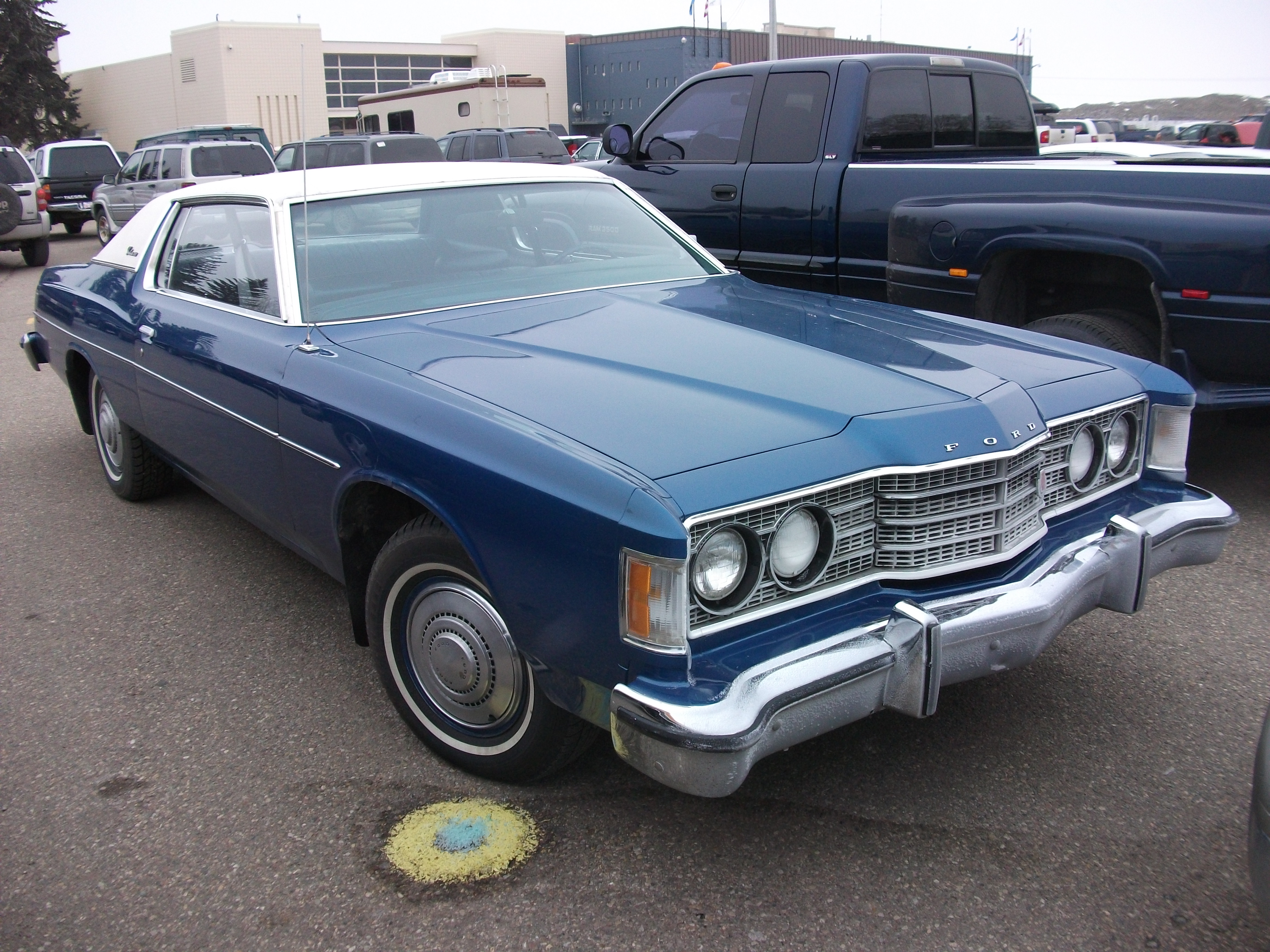
1974 Ford Galaxie 2-dr Hardtop.

Модернизированное шасси, новый кузов с более динамичным дизайном и горизонтальным расположением фар. В 1973 году кузов сменился ещё раз, став более угловатым, была несколько улучшена пассивная безопасность.
В этот период Galaxie находился ровно посередине модельного ряда полноразмерных Ford (Custom 500 — Galaxie — LTD). После 1974 модельного года имя Galaxie было из него вычеркнуто, хотя автомобили в том же кузове под обозначениями Custom 500 и LTD выпускались до конца 1978.